# Rukai
Rukai (Drukai, Tsalisen), austronezijski narod ili skupina etničkih grupa u planinama južnog Tajvana naseljen u jedanaest sela oko Pingtunga, i nekoliko sela blizu Taitunga. Govore nekoliko dijalekata (budai, labuan, tanan, maga, tona, mantauran) istoimenog jezika.
Rukai populacija iznosila je 10,543 (2002 Council of Indigenous Peoples, Executive Yuan, ROC). 
Kultura im je dosta slična onoj naroda Paiwan, kao što su drvene i kamene figure, uz razliku što Rukai prakticiraju primogenituru. Kuće su rađene od drveta ili bambusa a krovovi prekriveni kamenim pločama. Prema Rukai i Pawan-tradiciji njihovo porijeklo je od zmije, što Rukai prikazuju lijepim vezovima na svojoj odjeći. Agrikultura.

## Vanjske poveznice
- Rukai  Arhivirana inačica izvorne stranice od 6. listopada 2008. (Wayback Machine)